# Жо Сифер
Жозѐф Сифѐр или Жо Сифер, прякор Сепи (на френски: Joseph Siffert) е швейцарски автомобилен състезател.
Роден е във Фрибур, Швейцария и е син на млекар. Първоначално се състезава с мотоциклети в клас 350 cm³ в мотоциклетното първенство през 1959 г.

## Формула 1
Дебютира във Формула 1 през 1962 г. с частен четирицилиндров индийски Лотус-Клаймакс, по-късно се премества в швейцарския отбор Скудерия Филипинети, а през 1964 г. се присъединява към отбора на Роб Уокър. Печели и първите си победи, но извън Формула 1 през 1964 и 1965 г. за Средиземноморската Гран При, като и двата пъти бие Джим Кларк с много малка разлика. През 1968 Сифер печели ГП на Великобритания след дълга борба с Крис Еймън с Ферари. През 1970 той напуска отбора на Роб Уокър в посока Марч – един от новите отбори, в които също така се състезават Еймън, Джеки Стюарт, Рони Петерсон, Марио Андрети, Франсоа Север и др. Сезонът му не протича добре и завършва сезона без спечелена точка. През следващата година той се състезава за БРМ. Този избор се изплаща с първата и единствена победа за Сифер по време на ГП на Австрия. Той завършва сезона на 5-а позиция, като това е последният му сезон във Формула 1, след неочакваната му смърт по време на състезание на пистата Брандс Хач, Англия.